# 九州ダービー
九州ダービー（きゅうしゅうダービー）は、主に九州（九州サッカー協会管内）にホームタウンを置くサッカークラブ同士の対決を指す。なお、Jリーグ加盟クラブ間の対戦の愛称として「バトル・オブ・九州」（バトル・オブ・きゅうしゅう、バトルオブ九州）が2010年より設定されている。

## 男子全国リーグ
この項ではJ1・J2・J3の以上Jリーグ主催大会に加え、JFL（日本フットボールリーグ）についても網羅する。FC琉球は沖縄県であるが、九州・沖縄広域圏として扱うと含まれる（沖縄県は九州サッカー協会エリア）。

### Jリーグ
2008年、当時J2に所属していたアビスパ福岡、サガン鳥栖、ロアッソ熊本の3クラブ共同で「九州ダービーキャンペーン〜熱いサッカーは九州から始まる!!〜」を展開した。
2010年3月、愛称を「バトル・オブ・九州」とすることが発表された。
同年4月、福岡、ギラヴァンツ北九州、鳥栖、熊本、大分トリニータの5クラブの地元である自治体（福岡市・北九州市・鳥栖市・熊本市・大分市）が「九州Jリーグホームタウン連携会議」（九州JHT）を発足 させ、共同でスタンプラリーや特産品販売などのイベントを行う。その後、九州内のJリーグチーム新規参入などにより、2022年現在では初期加盟自治体5市に加え、諫早市（V・ファーレン長崎）・鹿児島市（鹿児島ユナイテッドFC）・宮崎市（テゲバジャーロ宮崎）・沖縄市（FC琉球）を加えた9市となっている（沖縄市はFC琉球のJリーグ参入直後は加盟せず宮崎の参入と同時に加盟）。
後述のように試合では根深い対立が続く一方、九州JHTが連携スローガンとして「九州だJ!」を制定して以降は、各クラブのマスコットキャラクターが集結して茶番劇ともいえるイベントを展開するなどの動きを見せている。
|        | J1               | J2                             | J3                         | 備考                                                                                            |
| ------ | ---------------- | ------------------------------ | -------------------------- | ----------------------------------------------------------------------------------------------- |
| 1996年 | 福岡             | （発足前）                     | （発足前）                 | 福岡が発足4年目のJリーグ参入（計1クラブ）                                                       |
| 1997年 | 福岡             | （発足前）                     | （発足前）                 |                                                                                                 |
| 1998年 | 福岡             | （発足前）                     | （発足前）                 |                                                                                                 |
| 1999年 | 福岡             | 鳥栖、大分                     | （発足前）                 | J2発足、鳥栖と大分が参入（計3クラブ） J2でJリーグ九州ダービー開戦                               |
| 2000年 | 福岡             | 鳥栖、大分                     | （発足前）                 |                                                                                                 |
| 2001年 | 福岡             | 鳥栖、大分                     | （発足前）                 |                                                                                                 |
| 2002年 | -                | 福岡、鳥栖、大分               | （発足前）                 |                                                                                                 |
| 2003年 | 大分             | 福岡、鳥栖                     | （発足前）                 |                                                                                                 |
| 2004年 | 大分             | 福岡、鳥栖                     | （発足前）                 |                                                                                                 |
| 2005年 | 大分             | 福岡、鳥栖                     | （発足前）                 |                                                                                                 |
| 2006年 | 大分、福岡       | 鳥栖                           | （発足前）                 | J1で九州ダービー開戦                                                                            |
| 2007年 | 大分             | 福岡、鳥栖                     | （発足前）                 |                                                                                                 |
| 2008年 | 大分             | 福岡、鳥栖、熊本               | （発足前）                 | 熊本がJ2参入（計4クラブ）                                                                       |
| 2009年 | 大分             | 福岡、鳥栖、熊本               | （発足前）                 |                                                                                                 |
| 2010年 | -                | 福岡、北九州、鳥栖、熊本、大分 | （発足前）                 | 北九州がJ2参入（計5クラブ）                                                                     |
| 2011年 | 福岡             | 北九州、鳥栖、熊本、大分       | （発足前）                 |                                                                                                 |
| 2012年 | 鳥栖             | 福岡、北九州、熊本、大分       | （発足前）                 |                                                                                                 |
| 2013年 | 鳥栖、大分       | 福岡、北九州、長崎、熊本       | （発足前）                 | 長崎がJ2参入（計6クラブ） J1で7年ぶりに九州ダービー                                             |
| 2014年 | 鳥栖             | 福岡、北九州、長崎、熊本、大分 | 琉球                       | J3発足、琉球が参入（計7クラブ）                                                                 |
| 2015年 | 鳥栖             | 福岡、北九州、長崎、熊本、大分 | 琉球                       |                                                                                                 |
| 2016年 | 鳥栖、福岡       | 北九州、長崎、熊本             | 大分、鹿児島、琉球         | 鹿児島がJ3参入（計8クラブ） J3で九州ダービーが開戦し、 初めて全ディビジョンで九州ダービーが開催 |
| 2017年 | 鳥栖             | 福岡、長崎、熊本、大分         | 北九州、鹿児島、琉球       |                                                                                                 |
| 2018年 | 鳥栖、長崎       | 福岡、熊本、大分               | 北九州、鹿児島、琉球       |                                                                                                 |
| 2019年 | 鳥栖、大分       | 福岡、長崎、鹿児島、琉球       | 北九州、熊本               |                                                                                                 |
| 2020年 | 鳥栖、大分       | 福岡、北九州、長崎、琉球       | 熊本、鹿児島               |                                                                                                 |
| 2021年 | 鳥栖、大分、福岡 | 北九州、長崎、琉球             | 熊本、宮崎、鹿児島         | 宮崎がJ3参入（計9クラブ）                                                                       |
| 2022年 | 鳥栖、福岡       | 大分、長崎、熊本、琉球         | 北九州、宮崎、鹿児島       |                                                                                                 |
| 2023年 | 鳥栖、福岡       | 大分、長崎、熊本               | 北九州、宮崎、鹿児島、琉球 |                                                                                                 |
| 2024年 | 鳥栖、福岡       | 大分、長崎、熊本、鹿児島       | 北九州、宮崎、琉球         |                                                                                                 |
| 2025年 | 福岡             | 鳥栖、長崎、熊本、大分         | 北九州、宮崎、鹿児島、琉球 |                                                                                                 |

#### ホームスタジアム
2025年シーズンのホームスタジアム。★は、クラブライセンス判定に際し制裁対象となったスタジアムで、☆は、相当の理由が認められ制裁免除となったスタジアム。また「免許格式」は、2024年のクラブライセンス判定に際し適用された格付けであり、諸事情でホームスタジアムに於ける試合が開催できず他クラブホームスタジアムを借用せざるを得なくなる場合に重要となる。
| チーム名 （旧名称）                           | スタジアム名 （命名権名称）                               | 所在自治体         | 収容人員 | 免許格式 | 画像                                             | 備考 |
| --------------------------------------------- | --------------------------------------------------------- | ------------------ | -------- | -------- | ------------------------------------------------ | --- |
| アビスパ福岡 （福岡ブルックス）               | 東平尾公園博多の森球技場 （ベスト電器スタジアム）         | 福岡市博多区       | 22,563人 | J1       | レベスタ                                         | |
| ギラヴァンツ北九州 （ニューウェーブ北九州）   | 北九州スタジアム （ミクニワールドスタジアム北九州）       | 北九州市小倉北区   | 15,300人 | J1       | ミクスタ                                         | |
| サガン鳥栖                                    | 鳥栖スタジアム （駅前不動産スタジアム）                   | 佐賀県鳥栖市       | 24,490人 | J1       | 駅スタ                                           | |
| V・ファーレン長崎                             | 長崎スタジアム （PEACE STADIUM Connected by SoftBank）    | 長崎県長崎市       | 20,027人 | J1       |                                                  | |
| ロアッソ熊本 （アルエット熊本FC →ロッソ熊本） | 熊本県民総合運動公園陸上競技場 （えがお健康スタジアム）   | 熊本市東区         | 32,000人 | J1       | うまスタ                                         | 熊本市水前寺競技場（J1格認定）も使用                                                                                                |
| 大分トリニータ （大分トリニティ）             | 大分スポーツ公園総合競技場 （レゾナックドーム大分）       | 大分県大分市       | 40,000人 | J1       | 大銀ド                                           | 九州最大級、国際大会 開催対応 |
| テゲバジャーロ宮崎                            | 新富テゲバサッカースタジアム （いちご宮崎新富サッカー場） | 宮崎県児湯郡新富町 | 5,354人  | J3       | アウェイ側サイドスタンドからメインスタンドを望む | |
| 鹿児島ユナイテッドFC                          | 鹿児島県立鴨池陸上競技場 （白波スタジアム）★☆             | 鹿児島県鹿児島市   | 19,934人 | J1       | 鴨池陸                                           | 制裁理由は屋根のカバー率不足などだが、 新スタジアム等整備計画を着実に 実行することを条件として免除された                            |
| FC琉球                                        | 沖縄県総合運動公園陸上競技場★☆                            | 沖縄県沖縄市       | 10,189人 | J2       | 沖縄県陸                                         | 制裁理由は屋根のカバー率不足だが、 新スタジアム整備計画を着実に 実行することを条件として免除された。 かつては沖縄市陸上競技場も使用 |

### JFL
JFLでは、以下の各クラブによる対戦を指す。◇は次期間にJリーグへ移行したクラブ。
| 年          | 対象チーム                                                              |
| ----------- | ----------------------------------------------------------------------- |
| 1992 - 1994 | 該当なし                                                                |
| 1995        | 福岡ブルックス◇、鳥栖フューチャーズ                                     |
| 1996        | 鳥栖フューチャーズ、大分トリニティ                                      |
| 1997 - 1998 | サガン鳥栖◇、大分トリニティ◇                                            |
| 1999 - 2001 | 該当なし                                                                |
| 2002        | アルエット熊本FC、プロフェソール宮崎FC                                  |
| 2003 - 2005 | 該当なし                                                                |
| 2006        | ロッソ熊本、FC琉球 ホンダロックサッカー部                               |
| 2007        | ロッソ熊本◇、FC琉球                                                     |
| 2008        | ニューウェーブ北九州、FC琉球                                            |
| 2009        | ニューウェーブ北九州◇、V・ファーレン長崎 ホンダロックサッカー部、FC琉球 |
| 2010 - 2011 | V・ファーレン長崎、ホンダロックサッカー部 FC琉球                        |
| 2012        | V・ファーレン長崎◇、HOYO AC ELAN大分 ホンダロックサッカー部、FC琉球     |
| 2013        | HOYO大分、ホンダロックサッカー部 FC琉球◇                                |
| 2014 - 2015 | ヴェルスパ大分、ホンダロックサッカー部 鹿児島ユナイテッドFC◇            |
| 2016 - 2018 | ヴェルスパ大分、ホンダロックサッカー部                                  |
| 2018 - 2020 | ヴェルスパ大分、ホンダロックサッカー部 テゲバジャーロ宮崎◇              |
| 2021 - 2022 | ヴェルスパ大分、ホンダロックサッカー部                                  |
| 2023 -      | ヴェルスパ大分、ホンダロックサッカー部、 沖縄SV                         |

※1998年まではジャパンフットボールリーグ(旧JFL)、1999年以降は日本フットボールリーグ。

### 戦績

#### Jリーグ
2021年2月26日現在の戦績。左端列のクラブから見て「勝-分-負」の数。
| J1戦績＼J2/J3戦績    | 福岡  | 北九州 | 鳥栖   | 長崎  | 熊本   | 大分   | 鹿児島 | 琉球  |
| アビスパ福岡         |       | 10-0-2 | 14-6-8 | 3-5-4 | 10-5-5 | 3-5-8  | 2-0-0  | 1-1-2 |
| ギラヴァンツ北九州   |       |        | 1-1-2  | 2-4-4 | 8-5-1  | 3-4-3  | 0-1-3  | 2-2-2 |
| サガン鳥栖           | 2-0-0 |        |        |       | 2-4-4  | 2-3-15 |        |       |
| V・ファーレン長崎    |       |        | 0-1-1  |       | 4-1-5  | 2-2-2  | 1-1-0  | 1-1-2 |
| ロアッソ熊本         |       |        |        |       |        | 4-6-4  | 1-0-1  |       |
| 大分トリニータ       | 1-1-0 |        | 2-2-2  |       |        |        | 2-0-0  | 0-1-1 |
| 鹿児島ユナイテッドFC |       |        |        |       |        |        |        | 2-0-4 |
| FC琉球               |       |        |        |       |        |        |        |       |

福岡、鳥栖、大分の3クラブで争っていた時代は大分が圧倒しており、2002年（J2）・2006年（J1）の福岡、1999年 - 2002年（J2）の鳥栖との対戦はいずれも無敗であった。しかし2010年にJ2に降格して以降は苦戦しており、2012年にアウェー北九州戦で「バトルオブ九州」初勝利を挙げるまでは3シーズンに亘り16試合連続で勝ちなしであった。鳥栖は2004年までの低迷期が影響して福岡・大分との対戦成績が極端に悪くなっていたが、対戦機会の多かった福岡戦に関してはある程度改善している。大分とのJ1での初対戦となった2013年には、ナビスコカップでは敗れたもののリーグ戦で連勝した。
「バトルオブ九州」という名称を冠してからは、2010年に5クラブで競った際は同シーズン終了後J1に昇格した福岡が5勝1分2敗で優勝、2011年・2012年と北九州が連覇（それぞれ3勝3分、3勝1分2敗）、2013年は福岡が優勝（3勝3分）と福岡勢の優勝が続いていたが、2014年は熊本が初優勝した（4勝3分1敗）。

#### JFL
2006年シーズン
- 熊本vsホンダロック:熊本の2勝
- 熊本vs琉球:熊本の2勝
- ホンダロックvs琉球

2007年シーズン
- 熊本vs琉球:熊本の2勝
  - 11月11日に行われた沖縄県での対戦で、熊本が勝利しJリーグ参入の成績条件であったJFL4位以内を確定させている。（実際にはこの時点で3位以内が確定した）

2008年シーズン
- 北九州vs琉球:琉球の1勝、1引き分け。

### エピソード

#### 福岡vs鳥栖
九州に本拠地を置くJリーグクラブの中でも、両クラブは本拠地同士が30km程度しか離れておらず、さらにはクラブ創設の経緯を含め過去に様々な浅からぬ因縁があることから、注目度も高い。
クラブ誘致
鳥栖市は1994年にPJMフューチャーズを、福岡市は1995年に中央防犯サッカー部（藤枝ブルックス）を共に静岡から誘致した経緯がある。
九州への誘致に関しては、1991年に佐賀県サッカー協会が乗り出すなど鳥栖フューチャーズが先んじていたが、福岡県サッカー協会も1993年にクラブ誘致を表明すると、鳥栖F側が見込んでいたスポンサーの多くが福岡ブルックスに流れるなど、鳥栖Fのクラブ運営に影を落とした。結果、鳥栖Fは1997年に経営難から解散、受け皿としてサガン鳥栖が発足し現在に至る。
選手の引き抜き
1995年、旧JFLで鳥栖FとJ昇格を争う事になった福岡Bは、鳥栖Fからウーゴ・マラドーナ、前田浩二、中込正行、簔口祐介の主力4選手と選手兼任監督だったセルヒオ・バティスタをコーチとして引き抜き、遺恨を残した。
2023年7月、8月6日の九州ダービーを前に福岡は、鳥栖から田代雅也を引き抜き鳥栖サポーターにショックを与えた。
サポーターによるトラブル
- 1995年7月23日に行われた第4回ジャパンフットボールリーグ第15節（博多の森球技場）では、首位を独走する福岡Bサポーターが鳥栖Fを侮辱する横断幕を掲げた上、鳥栖Fのチームフラッグを半旗にして火をつけるという挑発行為を行った。後に福岡Bサポーターの中心的な人物が謝罪を行ったとされるが、両チームの対立を決定的なものとした試合として記憶されている。
- 2005年10月23日のアビスパ福岡対サガン鳥栖の試合は、アビスパ福岡のJ1昇格が目前であることから最後のダービーマッチという意味で「2005 Kyushu Derby Match FINAL」と題して試合が開催され、福岡が4-1と鳥栖を圧倒した。
- 福岡と鳥栖がJ2で対決した2007年は第3クール（鳥栖のホームゲーム）で福岡サポーターがペットボトルや傘を投げ入れたり、関係者以外立ち入り禁止のエリアに入ったり、さらにはメインスタンドに侵入し子供にケガを負わせた。
- 2011年には東日本大震災によりJリーグが中断されている中、復興支援試合がレベスタで行われた。
- 鳥栖のホームゲームでのアウェイクラブの選手紹介の際、福岡在籍歴のある選手に対しブーイングが飛ばされている。

問題となったプレー
2021年5月19日のルヴァンカップの後半5分、鳥栖FWドゥンガが空中で競り合った福岡DFC.グティエレスの顔面に肘打ちを行い、このプレーでグティエレスは前歯2本が折れる大怪我を負ったが、主審の池内明彦はドゥンガに対しイエローカードを提示するにとどまった。グティエレスは治療後ピッチに復帰したが、10分後に交代を余儀なくされている。試合後、福岡の長谷部茂利監督は「大きな怪我になっている。ちょっと信じられないジャッジ。」とコメントして判定に対する怒りを滲ませた。このことはスペインメディアも報じられ、ファンからは「偶然と言うのは不可能」「許せない」といったドゥンガの行為に対する辛辣な声も見受けられた。

##### 戦績（ブルックスvsフューチャーズ）
通算対戦成績（公式戦）
- ■中央防犯→福岡ブルックス：3勝 0分 1敗
- ■PJM→鳥栖フューチャーズ：1勝 0分 3敗

| 年                                                                                      | 月日     | 時期  | 時期   | 会場   | ホーム   | 得点  | アウェイ | 観客数 |
| --------------------------------------------------------------------------------------- | -------- | ----- | ------ | ------ | -------- | ----- | -------- | ------ |
| 1994年                                                                                  | 4月24日  | 旧JFL | 第1節  | 藤枝   | 中央防犯 | 3 - 2 | PJM      | 3,673  |
| 1994年                                                                                  | 10月23日 | 旧JFL | 第30節 | 小郡   | PJM      | 3 - 0 | 中央防犯 | 5,922  |
| 1995年                                                                                  | 7月23日  | 旧JFL | 第15節 | 博多球 | 福岡B    | 3 - 1 | 鳥栖F    | 10,264 |
| 1995年                                                                                  | 10月22日 | 旧JFL | 第29節 | 佐賀陸 | 鳥栖F    | 0 - 4 | 福岡B    | 15,365 |
| 1996年は福岡（この年よりアビスパ福岡に改称）がJリーグ、鳥栖Fが旧JFL所属のため開催なし。 |          |       |        |        |          |       |          |        |

##### 戦績（アビスパvsサガン）
通算対戦成績（リーグ戦）
- ■アビスパ福岡：15勝 9分 9敗
- ■サガン鳥栖：9勝 9分 15敗

| 1997年-1998年は福岡がJリーグ、鳥栖が旧JFL所属のため開催なし。 1999年-2001年は福岡がJ1、鳥栖がJ2所属のため開催なし。 |          |    |          |          |      |       |      |        |                                                   |                                                   |                                                   |                                                   |                                                   |                                                   |                                                   |                                                   |                                                   |
| 2002年 | 4月24日  | J2 | 第11節   | 鳥栖ス   | 鳥栖 | 1 - 1 | 福岡 | 4,010  |                                                   |                                                   |                                                   |                                                   |                                                   |                                                   |                                                   |                                                   |                                                   |
| 2002年 | 7月13日  | J2 | 第18節   | 博多球   | 福岡 | 2 - 0 | 鳥栖 | 9,445  |                                                   |                                                   |                                                   |                                                   |                                                   |                                                   |                                                   |                                                   |                                                   |
| 2002年 | 8月10日  | J2 | 第24節   | 鳥栖ス   | 鳥栖 | 1 - 0 | 福岡 | 5,227  |                                                   |                                                   |                                                   |                                                   |                                                   |                                                   |                                                   |                                                   |                                                   |
| 2002年 | 11月16日 | J2 | 第43節   | 博多球   | 福岡 | 1 - 1 | 鳥栖 | 7,828  |                                                   |                                                   |                                                   |                                                   |                                                   |                                                   |                                                   |                                                   |                                                   |
| 2003年 | 4月5日   | J2 | 第4節    | 鳥栖ス   | 鳥栖 | 2 - 3 | 福岡 | 4,511  |                                                   |                                                   |                                                   |                                                   |                                                   |                                                   |                                                   |                                                   |                                                   |
| 2003年 | 5月31日  | J2 | 第15節   | 博多球   | 福岡 | 5 - 2 | 鳥栖 | 5,538  |                                                   |                                                   |                                                   |                                                   |                                                   |                                                   |                                                   |                                                   |                                                   |
| 2003年 | 8月2日   | J2 | 第26節   | 鳥栖ス   | 鳥栖 | 0 - 2 | 福岡 | 5,756  |                                                   |                                                   |                                                   |                                                   |                                                   |                                                   |                                                   |                                                   |                                                   |
| 2003年 | 11月1日  | J2 | 第41節   | 博多球   | 福岡 | 2 - 1 | 鳥栖 | 9,182  |                                                   |                                                   |                                                   |                                                   |                                                   |                                                   |                                                   |                                                   |                                                   |
| 2004年 | 3月20日  | J2 | 第2節    | 鳥栖ス   | 鳥栖 | 0 - 3 | 福岡 | 8,860  |                                                   |                                                   |                                                   |                                                   |                                                   |                                                   |                                                   |                                                   |                                                   |
| 2004年 | 6月12日  | J2 | 第17節   | 博多球   | 福岡 | 3 - 2 | 鳥栖 | 7,068  |                                                   |                                                   |                                                   |                                                   |                                                   |                                                   |                                                   |                                                   |                                                   |
| 2004年 | 9月4日   | J2 | 第32節   | 鳥栖ス   | 鳥栖 | 1 - 0 | 福岡 | 9,565  |                                                   |                                                   |                                                   |                                                   |                                                   |                                                   |                                                   |                                                   |                                                   |
| 2004年 | 11月23日 | J2 | 第43節   | 博多球   | 福岡 | 2 - 1 | 鳥栖 | 15,444 |                                                   |                                                   |                                                   |                                                   |                                                   |                                                   |                                                   |                                                   |                                                   |
| 2005年 | 3月5日   | J2 | 第1節    | 鳥栖ス   | 鳥栖 | 1 - 1 | 福岡 | 13,039 |                                                   |                                                   |                                                   |                                                   |                                                   |                                                   |                                                   |                                                   |                                                   |
| 2005年 | 7月16日  | J2 | 第22節   | 博多球   | 福岡 | 3 - 2 | 鳥栖 | 13,069 |                                                   |                                                   |                                                   |                                                   |                                                   |                                                   |                                                   |                                                   |                                                   |
| 2005年 | 9月4日   | J2 | 第30節   | 鳥栖ス   | 鳥栖 | 1 - 1 | 福岡 | 11,614 |                                                   |                                                   |                                                   |                                                   |                                                   |                                                   |                                                   |                                                   |                                                   |
| 2005年 | 10月22日 | J2 | 第37節   | 博多球   | 福岡 | 4 - 1 | 鳥栖 | 20,201 |                                                   |                                                   |                                                   |                                                   |                                                   |                                                   |                                                   |                                                   |                                                   |
| 2006年は福岡がJ1、鳥栖がJ2所属のため開催なし。                                                                      |          |    |          |          |      |       |      |        |                                                   |                                                   |                                                   |                                                   |                                                   |                                                   |                                                   |                                                   |                                                   |
| 2007年 | 3月3日   | J2 | 第1節    | 鳥栖ス   | 鳥栖 | 0 - 5 | 福岡 | 14,124 |                                                   |                                                   |                                                   |                                                   |                                                   |                                                   |                                                   |                                                   |                                                   |
| 2007年 | 5月19日  | J2 | 第16節   | 博多球   | 福岡 | 1 - 2 | 鳥栖 | 13,372 |                                                   |                                                   |                                                   |                                                   |                                                   |                                                   |                                                   |                                                   |                                                   |
| 2007年 | 9月2日   | J2 | 第38節   | 鳥栖ス   | 鳥栖 | 3 - 1 | 福岡 | 10,072 |                                                   |                                                   |                                                   |                                                   |                                                   |                                                   |                                                   |                                                   |                                                   |
| 2007年 | 12月1日  | J2 | 第52節   | 博多球   | 福岡 | 1 - 3 | 鳥栖 | 14,640 |                                                   |                                                   |                                                   |                                                   |                                                   |                                                   |                                                   |                                                   |                                                   |
| 2008年 | 4月20日  | J2 | 第8節    | レベスタ | 福岡 | 2 - 0 | 鳥栖 | 11,368 |                                                   |                                                   |                                                   |                                                   |                                                   |                                                   |                                                   |                                                   |                                                   |
| 2008年 | 5月31日  | J2 | 第17節   | ベアスタ | 鳥栖 | 1 - 3 | 福岡 | 9,225  |                                                   |                                                   |                                                   |                                                   |                                                   |                                                   |                                                   |                                                   |                                                   |
| 2008年 | 8月30日  | J2 | 第33節   | レベスタ | 福岡 | 2 - 2 | 鳥栖 | 15,158 |                                                   |                                                   |                                                   |                                                   |                                                   |                                                   |                                                   |                                                   |                                                   |
| 2009年 | 5月9日   | J2 | 第14節   | レベスタ | 福岡 | 0 - 0 | 鳥栖 | 16,531 |                                                   |                                                   |                                                   |                                                   |                                                   |                                                   |                                                   |                                                   |                                                   |
| 2009年 | 7月4日   | J2 | 第25節   | ベアスタ | 鳥栖 | 3 - 1 | 福岡 | 10,529 |                                                   |                                                   |                                                   |                                                   |                                                   |                                                   |                                                   |                                                   |                                                   |
| 2009年 | 9月6日   | J2 | 第38節   | ベアスタ | 鳥栖 | 3 - 1 | 福岡 | 10,606 |                                                   |                                                   |                                                   |                                                   |                                                   |                                                   |                                                   |                                                   |                                                   |
| 2010年 | 4月25日  | J2 | 第8節    | レベスタ | 福岡 | 0 - 1 | 鳥栖 | 8,715  |                                                   |                                                   |                                                   |                                                   |                                                   |                                                   |                                                   |                                                   |                                                   |
| 2010年 | 9月23日  | J2 | 第27節   | ベアスタ | 鳥栖 | 0 - 1 | 福岡 | 11,077 |                                                   |                                                   |                                                   |                                                   |                                                   |                                                   |                                                   |                                                   |                                                   |
| 2011年は福岡がJ1、鳥栖がJ2所属のため開催なし。 2012年 - 2015年は鳥栖がJ1、福岡がJ2所属のため開催なし。              |          |    |          |          |      |       |      |        |                                                   |                                                   |                                                   |                                                   |                                                   |                                                   |                                                   |                                                   |                                                   |
| 2016年 | 2月27日  | J1 | 1st第1節 | ベアスタ | 鳥栖 | 2 - 1 | 福岡 | 19,762 |                                                   |                                                   |                                                   |                                                   |                                                   |                                                   |                                                   |                                                   |                                                   |
| 2016年 | 7月23日  | J1 | 2nd第5節 | レベスタ | 福岡 | 2 - 3 | 鳥栖 | 19,370 |                                                   |                                                   |                                                   |                                                   |                                                   |                                                   |                                                   |                                                   |                                                   |
| 2017年 - 2020年は鳥栖がJ1、福岡がJ2所属のため開催なし。                                                             |          |    |          |          |      |       |      |        |                                                   |                                                   |                                                   |                                                   |                                                   |                                                   |                                                   |                                                   |                                                   |
| 2021年 | 3月21日  | J1 | 第6節    | 駅スタ   | 鳥栖 | 0 - 0 | 福岡 | 9,631  |                                                   |                                                   |                                                   |                                                   |                                                   |                                                   |                                                   |                                                   |                                                   |
| 2021年 | 9月25日  | J1 | 第30節   | ベススタ | 福岡 | 3 - 0 | 鳥栖 | 4,996  |                                                   |                                                   |                                                   |                                                   |                                                   |                                                   |                                                   |                                                   |                                                   |
| 2022年 | 4月1日   | J1 | 第6節    | ベススタ | 福岡 | 0 - 0 | 鳥栖 | 7,993  |                                                   |                                                   |                                                   |                                                   |                                                   |                                                   |                                                   |                                                   |                                                   |
| 2022年 | 8月26日  | J1 | 第27節   | 駅スタ   | 鳥栖 | 1 - 1 | 福岡 | 11,597 |                                                   |                                                   |                                                   |                                                   |                                                   |                                                   |                                                   |                                                   |                                                   |
| 2023年 | 5月14日  | J1 | 第13節   | ベススタ | 福岡 | 0 - 0 | 鳥栖 | 13,719 |                                                   |                                                   |                                                   |                                                   |                                                   |                                                   |                                                   |                                                   |                                                   |
| 2023年 | 8月6日   | J1 | 第22節   | 駅スタ   | 鳥栖 | 0 - 1 | 福岡 | 17,799 |                                                   |                                                   |                                                   |                                                   |                                                   |                                                   |                                                   |                                                   |                                                   |
| 2024年 | 6月16日  | J1 | 第18節   | ベススタ | 福岡 | 2 - 0 | 鳥栖 | 15,880 |                                                   |                                                   |                                                   |                                                   |                                                   |                                                   |                                                   |                                                   |                                                   |
| 2024年 | 9月28日  | J1 | 第32節   | 駅スタ   | 鳥栖 | 0 - 0 | 福岡 | 17,563 | 2025年 - は福岡がJ1、鳥栖がJ2所属のため開催なし。 | 2025年 - は福岡がJ1、鳥栖がJ2所属のため開催なし。 | 2025年 - は福岡がJ1、鳥栖がJ2所属のため開催なし。 | 2025年 - は福岡がJ1、鳥栖がJ2所属のため開催なし。 | 2025年 - は福岡がJ1、鳥栖がJ2所属のため開催なし。 | 2025年 - は福岡がJ1、鳥栖がJ2所属のため開催なし。 | 2025年 - は福岡がJ1、鳥栖がJ2所属のため開催なし。 | 2025年 - は福岡がJ1、鳥栖がJ2所属のため開催なし。 | 2025年 - は福岡がJ1、鳥栖がJ2所属のため開催なし。 |

通算対戦成績（カップ戦）
- ■アビスパ福岡：2勝 1分 0敗
- ■サガン鳥栖：0勝 1分 2敗

| 年     | 月日    | 時期       | 時期    | 会場     | ホーム | 得点  | アウェイ | 観客数 |
| ------ | ------- | ---------- | ------- | -------- | ------ | ----- | -------- | ------ |
| 2016年 | 5月25日 | ナビスコ杯 | GS第6節 | レベスタ | 福岡   | 1 - 1 | 鳥栖     | 14,465 |
| 2021年 | 4月21日 | ルヴァン杯 | GS第3節 | 駅スタ   | 鳥栖   | 0 - 1 | 福岡     | 4,227  |
| 2021年 | 5月19日 | ルヴァン杯 | GS第6節 | ベススタ | 福岡   | 4 - 1 | 鳥栖     | 979    |

#### 福岡vs大分
- J1初の九州ダービーとなった2006年の初対決では、アウェーの大分からバスだけで25台、4,500人が詰め掛け、5,000人を超えた大分サポーターで博多の森のアウェー側は満席、アウェー席に近いスタンド席も大分サポーターで埋め尽くされた。アウェーにもかかわらず、大分サポーターがカラーボードを掲げ、大分のシャムスカ監督を始め口々に「大分のホームかと思った」と発言している。試合も大分が快勝した。
- 2010年J2第17節の対戦で福岡が2-1で勝利し、このカード初勝利を挙げた。

#### 鳥栖vs大分

##### 鳥栖フューチャーズvs大分トリニティ
- 1996年7月7日、鳥栖スタジアムでの旧JFL第14節で初対決し、鳥栖Fが4-1で勝利。しかし、佐伯市営陸上競技場での第27節では3-2で大分が勝ち、Jリーグ昇格へ最後の望みをかけた鳥栖Fの息の根を止めた。

##### サガン鳥栖vs大分トリニータ
- 旧JFLでは鳥栖が3勝1敗。
- J2発足以降、両クラブが所属した2002年までは大分が圧倒し、4年間で15勝1分けであった。しかし、鳥栖が唯一負けなかった試合は、鳥栖が大分のJ1昇格を阻止した試合である（2001年J2最終節参照）。
  - 2000年J2最終節では直接対決ではないものの、鳥栖は大分と昇格争いをしていた浦和レッズと対戦、浦和が勝利したために大分のJ1昇格がなくなった。
- 2008年の天皇杯全日本サッカー選手権大会4回戦で、トップチームの公式戦において久々の直接対決だったが、2-0で鳥栖が勝利。大分はこの直前にナビスコカップの決勝を戦って優勝しており、その疲労も考慮した結果、主力メンバーが欠場している。1か月前のサテライトリーグでも6-1と鳥栖が大勝している。
- 2010年5月9日、8年ぶりにJ2での同カードが大分銀行ドームで開催された。逆転に次ぐ逆転という壮絶な打ち合いの末に鳥栖が4-3で大分を下し、J2リーグ戦での初勝利を収めた。
- 2013年には初めてJ1で両クラブの対戦が実現、リーグ戦では鳥栖の2勝に終わったが、ベストアメニティスタジアムで開催されたヤマザキナビスコカップでは大分が3-2で勝利した。

#### 福岡vs熊本
- 熊本のホームゲームではKKWINGを使用することが多いが、一度だけ水前寺競技場を使用した。アウェーとなる福岡からはJRで乗り換えなしで水前寺まで行くことができるため、JRが混雑した。なお、2018年6月の対戦でも水前寺を使用した。
- 両チームの対戦ではないが、2017年のプレーオフ準決勝(vs東京V)は福岡の本拠地のレベスタが改修工事の為、熊本の本拠地のえがお健康スタジアムを借りて行われた。この試合ではロアッソくんやこの年まで熊本のスタジアムDJを務めた小林弘記（元ロアッソ選手）などロアッソ熊本関係者が会場運営に協力した。

#### 北九州vs鳥栖
- 鳥栖のホームゲームが鳥栖スタジアムで行われる公式戦。
- 福岡県と佐賀県が対決したのが2010年と2011年で行われた。鳥栖がJ1昇格したため開催は一時中止となった。

#### 北九州vs熊本
- 熊本のホームゲームがえがお健康スタジアムで行われる公式戦。
- 熊本がJ3へ降格したため、2017年に完成した、ミクスタで行われるようになったが、北九州がJ2復帰したため、J3リーグでの1年限りとなった。

#### 鳥栖vs熊本
- 熊本にとっては鳥栖が最も近いアウェーとなるため、熊本サポーターが訪れる。
- 近年鳥栖がホームの駅前不動産スタジアムでの観客動員記録を更新するのは熊本戦が多く、2008年第36節では初の2万人超えとなる20,129人、2011年最終節では鳥栖のJ1昇格が事実上決定していたこともあり22,532人を動員した。なお鳥栖は駅スタで熊本に勝利したことがなかったが、2019年天皇杯2回戦で対戦し、PK戦の末、鳥栖が勝利した。

#### 大分vs熊本
- 2010年5月29日が初対決（熊本のJ2参入時=2008年は大分が当時J1だった）。熊本のホームスタジアムの一つ、熊本県民総合運動公園陸上競技場（KKWING）が施設改善工事中であるのと、もう一つの本拠地である熊本市水前寺競技場の収容人員がKKWINGの半分である15,000人収容であることから、大分県方面の応援団の来場を見越し当初は会場未定としていたが、結局水前寺での開催となり、急遽前売りチケットが先行発売された。
- 2022年10月30日のJ1参入プレーオフ1回戦が4位・熊本と5位・大分の組み合わせとなり、えがお健康スタジアムにて試合が行われた。大分側の声出しエリアのチケットが発売日に完売するなどして13,818人を動員し盛り上がりを見せた試合は2-2の引き分けで終わり、規定によりシーズン上位の熊本が勝ち上がった。

#### 福岡vs長崎
- 2015年のJ2で福岡が3位、長崎が6位でシーズンを終えたため、J1昇格プレーオフ準決勝で両チームが対戦。福岡が1-0で勝利した試合後、長崎サポーターからのアビスパコールに福岡の選手が反応しアウェイ席まで挨拶に向かう一幕があった。
  - それから2年後の2017年に両クラブが再び昇格を争い、長崎が2位に入り初のJ1昇格を果たした。一方4位でプレーオフを戦うことになった福岡はPO準決勝(vs東京V)の試合告知バナーで長崎の昇格を祝う文章を記載した。

#### 熊本vs鹿児島
- 鹿児島が1シーズンでJ3降格になったことから、2020年のJ3リーグの第1節で無観客試合として行われた。

#### 宮崎vs熊本
- 宮崎がJ参入した2021年に行われた。
- この年J3優勝・J2復帰を決めた熊本に対し、宮崎はシーズンダブルを果たしている。

#### 鹿児島vs宮崎
- 2021年から行われている。
- 2022シーズン終了時点で互角の戦績となっている(詳しくは南九州ダービーを参照)

## 日本女子サッカーリーグ
- 2006年に福岡J・アンクラスが「日本女子サッカーリーグ（なでしこリーグ）2部」に昇格し、すでに2000年から加盟（2004年からL2リーグ→なでしこリーグ2部降格）していたルネサンス熊本FC（現・益城ルネサンス熊本FC）、さらに2008年[注釈 7] から参加した鹿児島鴨池フットボールクラブアサヒナ（現・ジュ ブリーレ 鹿児島）とともに「九州ダービー」を行った。
- その後福岡が2010年から1部「なでしこリーグ」に昇格することが決まり、益城ルネサンス熊本FCは2010年のチャレンジリーグWESTディビジョンで最下位となり、その後行われた入れ替え戦でスフィーダ世田谷FCに敗れ、九州女子サッカーリーグへ降格となったため、いったん九州ダービーは終了となった。
- その後2013年に福岡J・アンクラスが1部「なでしこリーグ」から2部「チャレンジリーグ」に降格し、更にHOYOスカラブFCが九州女子リーグから「チャレンジリーグ」昇格をしたため、元から「チャレンジリーグ」に在籍していたジュ ブリーレ 鹿児島を加えた3チームで「九州ダービー」が行われた（福岡vs鹿児島は2009年以来の対戦）。
- しかし、HOYOが2013年をもってチャレンジリーグから撤退。鹿児島も「チャレンジリーグ入れ替え戦」でアンジュヴィオレ広島に敗れ、九州女子リーグへの降格が決まったことから、2014年は九州ダービーは実施されないことが決まった。

## 備考
本項目で述べた以外のスポーツにおいても、「九州ダービー」と称されるものがある。以下は代表的なものを記述する。
- ジャパン・プロフェッショナル・バスケットボールリーグ（Bリーグ）における、ライジングゼファーフクオカ、佐賀バルーナーズ、長崎ヴェルカ、熊本ヴォルターズ、鹿児島レブナイズ、琉球ゴールデンキングスの6チーム間での対戦。
- ジャパンラグビートップリーグ（現・ジャパンラグビーリーグワン）における、宗像サニックスブルース、コカ・コーラレッドスパークス、九州電力キューデンヴォルテクスの3チーム間での対戦（これらはいずれも福岡県を本拠としているため、「福岡県ダービー」にもあたる）。
- 日本ハンドボールリーグ男子の部のトヨタ紡織九州レッド・トルネード対琉球コラソン戦
- 同女子の部のオムロンピンディーズ対ソニーセミコンダクタマニュファクチャリング BLUE SAKUYA戦